# Ilkley Trophy 2022
L'Ilkley Trophy 2022 è stato un torneo di tennis professionistico maschile e femminile. È stata la 7ª edizione del torneo per le donne, facente parte della categoria W100 con un montepremi di 100 000 $. È stata la 7ª anche per gli uomini, parte della categoria Challenger 125 dell'ATP Challenger Tour 2022, con un montepremi di 134 920 €. Si è svolto dal 13 al 19 giugno 2022 sui campi in erba dell'Ilkley Lawn Tennis and Squash di Ilkley nel Regno Unito.

## Partecipanti singolare maschile

### Teste di serie
| Nazionalità | Giocatore         | Ranking* | Testa di serie |
| ----------- | ----------------- | -------- | -------------- |
| Australia   | Jordan Thompson   | 74       | 1              |
| Francia     | Jiří Veselý       | 76       | 2              |
| Svizzera    | Henri Laaksonen   | 89       | 3              |
| Australia   | John Millman      | 93       | 4              |
| Stati Uniti | Jack Sock         | 110      | 5              |
| Spagna      | Fernando Verdasco | 118      | 6              |
| Australia   | Jason Kubler      | 119      | 7              |
| Austria     | Jurij Rodionov    | 129      | 8              |

* Ranking al 23 maggio 2022.

### Altri partecipanti
I seguenti giocatori hanno ricevuto una wild card per il tabellone principale:
- Arthur Fery
- Felix Gill
- Aidan McHugh

Il seguente giocatore è entrato in tabellone con il ranking protetto:
- Sebastian Ofner

I seguenti giocatori sono entrati in tabellone come special exempt:
- Jordan Thompson
- Tim van Rijthoven

I seguenti giocatori sono passati dalle qualificazioni:
- Gijs Brouwer
- Charles Broom
- Zizou Bergs
- Daniel Cox
- Daniel Masur
- Rinky Hijikata

I seguenti giocatori sono entrati in tabellone come lucky loser:
- Borna Gojo
- Alexei Popyrin

## Campioni

### Singolare maschile
Zizou Bergs ha sconfitto in finale  Jack Sock con il punteggio di 7–6(7), 2–6, 7–6(6).

### Doppio maschile
Julian Cash /  Henry Patten hanno sconfitto in finale  Ramkumar Ramanathan /  Aisam-ul-Haq Qureshi con il punteggio di 7–5, 6–4.

### Singolare femminile
Dalma Gálfi ha sconfitto in finale  Jodie Burrage con il punteggio di 7–5, 4–6, 6–3.

### Doppio femminile
Lizette Cabrera /  Jang Su-jeong hanno sconfitto in finale  Naiktha Bains /  Maia Lumsden con il punteggio di 6(7)–7, 6–0, [11–9].